# Украинский государственный научно-исследовательский и проектно-конструкторский институт
Украинский государственный научно-исследовательский и проектно-конструкторский институт горной геологии, геомеханики и маркшейдерского дела НАН Украины (Укрними) — ведёт свою историю от 1929 p., когда была создана научно-исследовательская группа треста «Донуголь». После открытия в 1932 г. в Ленинграде Центрального научно-исследовательского маркшейдерского бюро (ЦНИМБ) эта группа вошла в его структуру как Харьковская группа ЦНИМБУ, а с 1944 г. — как Донецкое отделение ЦНИМБУ. В 1945 г. ЦНДМБ преобразовано вр Всесоюзный научно-исследовательский маркшейдерский институт (ВНИМИ), а Донецкое отделение ЦНИМБУ — в Украинский филиал ВНИМИ. С получением независимости Украины Украинский филиал ВНИМИ (ВНИМИ) приказом Госуглепрома Украины в декабре 1992 г. преобразовано в Укрними. С 1992 г. на базе последнего образован Укрними с подчинением его Министерству угольной промышленности Украины. С 1996 г. Институт имеет двойное подчинение — Минуглепрома и НАН Украины. В 1998 г. Укрними вошел в структуру Национальной академии наук Украины.
С 2014 года институт продолжил работу в ДНР под названием "Институт горной геологии, геомеханики и маркшейдерского дела ДНР"
Возглавляет институт д.т.н. член-корр НАНУ Андрей Вадимович Анциферов.
Эвакуированную в Павлоград часть возглавляет Скопиченко Игорь Михайлович.

## Структура
В Укрними работает около 180 человек. (1999), в структуру входят 15 научных и технических подразделений.
Основные структурные подразделения Укрними:
- лаборатории:
  - защитных пластов и управление состоянием горного массива
  - горного давления
  - геологических исследований
- отделы:
  - защиты зданий и сооружений, охране недр и сдвижения земной поверхности
  - геолого-геофизических исследований
  - компьютерных технологий
  - электромагнитных методов исследований

## Направления деятельности
Деятельность института распространяется на угольную, горнорудную, нефтяную, газовую, строительную отрасли промышленности.
Основные направления деятельности: маркшейдерия, горная геология и геофизика, разработка специальной аппаратуры, технологий, поиск месторождений металлов, нефти и газа, разработка мер защиты прорабатываемых объектов, изучение напряженно-деформационного состояния массива и обеспечения устойчивости подземных выработок, изучение и прогноз горных ударов и газодинамических явлений, геоэкологические исследования, геоинформационные технологии. Осуществляет поиск металлических, нефтяных, газовых месторождений. В частности Укрними разрабатывает геофизические способы наблюдений для прогноза строения угольных пластов; ведет геолого-геофизические исследования по выявлению перспективных площадей золота, нефти, газа; ведет разработку автоматического рабочего места маркшейдера; создание электронных географических и тематических карт на основе геоинформационных систем и технологий; разрабатывает уникальную взрыво-защищенную шахтную геофизическую аппаратуру и маркшейдерские приборы, занимается исследованием вопросов охраны, поддержания и расположение горных выработок; прогнозирование и меры по предотвращению горным ударам и внезапным выбросам угля, породы, газа; проектирование и поддержание подземных опорных маркшейдерских сетей; комплексным решением вопросов строительства защиты зданий и сооружений, в том числе памятников культуры, в условиях оседания земной поверхности, а также в сейсмически опасных зонах.
Укрними поддерживает на|учные связи со многими регионами СНГ, сотрудничает с научными центрами Нидерландов, Германии, Великобритании, Китая.